# Plymouth Sound
Plymouth Sound est une baie au sud de Plymouth, en Angleterre protégé par le Plymouth Breakwater. La baie a trois entrée, l'une par la mer des deux côtés du brise-lames, et deux en eau douce par la Tamar (fleuve) et la Plym (rivière).
En plus des navires de la Royal Navy, les grands navires commerciaux, y compris les bateaux venant de France et d'Espagne, utilisent la baie par Millbay Docks (en anglais).  Les navires de pêche l'utilisent depuis le port de Sutton, à côté de la vieille ville de Plymouth. Il y a aussi des marinas à Sutton Harbour (en), Mount Wise et à Plymstock. Le trafic maritime dans la baie est contrôlé par le Queen's Harbour Master (en) de Plymouth.